# Félix de Luxemburgo
Félix Leopoldo Maria Guilherme (em francês: Félix Léopold Marie Guillaume; Luxemburgo, 3 de junho de 1984) é um príncipe de Luxemburgo, segundo filho do grão-duque Henrique e de sua esposa, a grã-duquesa Maria Teresa. Félix é atualmente o quarto na linha de sucessão ao trono luxemburguês, atrás de seu irmão mais velho, Guilherme, e dos dois filhos deste, Carlos e Francisco. 
É casado com Claire Lademacher e tem três filhos .

## Biografia

### Nascimento
Felix nasceu em 3 de junho de 1984 na Maternidade Grã-Duquesa Charlotte, em Luxemburgo, como o segundo na linha de sucessão, imediatamente após seu irmão mais velho, Guilherme, o Grão-Duque Herdeiro de Luxemburgo.
Ele foi nomeado  em homenagem ao seu bisavô, o príncipe Félix de Bourbon-Parma.

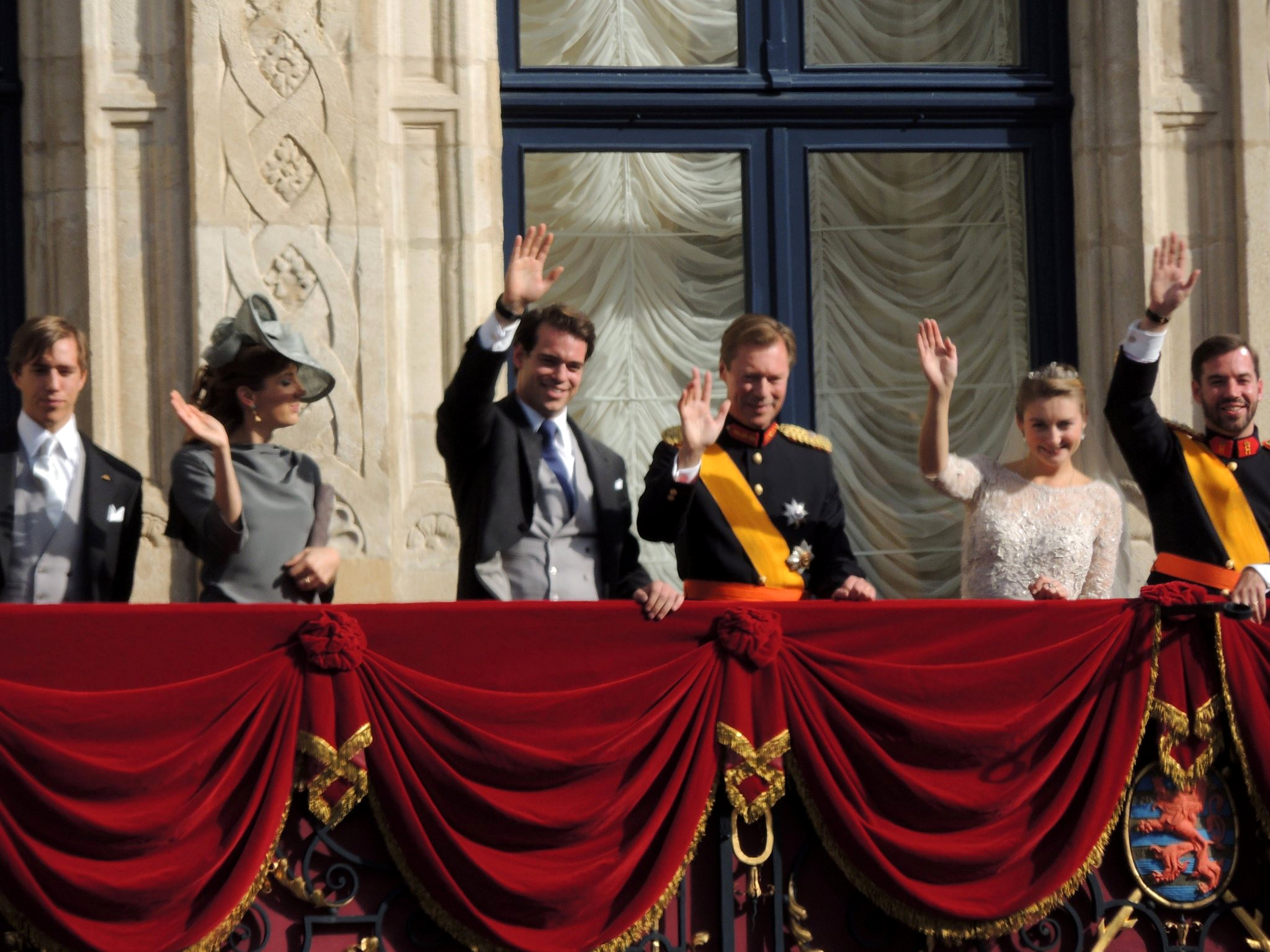
Felix, 3º à esquerda, durante o casamento do irmão Guilherme

Ele tem três irmãos menores, Luís, Alexandra e Sebastião. 

### Educação
Fez seus estudos na escola Lorentzweiler e os estudos secundários na Escole Privada Notre Dame (Hagia Sophia), no Luxemburgo, e depois na Escola Americana do Luxemburgo. Em 1998, ele foi para um internato, o Collège Alpin International Beau Soleil  em Villars-sur-Ollon, onde terminou o ensino secundário em 2003. 
Em outubro de 2009 ingressou na Universidade Regina Apostolorum de Roma, onde obteve o título de mestre em bioética em 2013.
Além do luxemburguês, ele fala francês, inglês, alemão e italiano e um pouco de espanhol. 
Reside, com a esposa e os filhos, na cidade de Lorgues, no sul da França, onde o casal administra uma vinícola. 

## Carreira militar
Como seu pai e irmão e outras realezas ao redor do mundo, Felix entrou para a Royal Military Academy de Sandhurst, no Reino Unido, em 2003, mas teve que abandonar o treinamento militar por problemas médicos. 

## Carreira profissional
Após sua passagem pela Academia Militar Félix fez estágios em diversas empresas privadas para adquirir experiência profissional e em 2005 juntou-se ao departamento de marketing e relações públicas numa empresa suíça com atuação no ramo de organização de eventos desportivos e culturais.
Ele e sua esposa administram a propriedade vinícola “Château les Crostes” em Lorgues, no sul da França, desde 2013 e criaram em 2016 a empresa “Young Empire”, uma marca de roupa, mobiliário e decoração destinada ao público infantil. Além disto desde 2016 ele preside a associação “Lorgues Terre de Vins”, um grupo de 12 viticultores de Lorgues, que tem como objetivo de promover a cidade como um destino turístico. 

## Atividades oficiais
O príncipe Félix participa regularmente nas atividades oficiais da família grã-ducal, tais como o Dia Nacional, entre outros, além de especialmente representar seu irmão, o príncipe herdeiro Guilherme, quando este não pode atender a determinados compromissos. 

## Casamento e família
A família grã-ducal luxemburguesa anunciou o compromisso matrimonial de Félix de com Claire Margareta Lademacher, filha do milionário alemão Hartmut Lademacher, no final de 2012 e o casal se casou no civil em  17 de setembro de 2013 e na igreja de Saint-Maximin-la-Sainte-Baume, na França, no dia 21 seguinte.  

#### Filhos
No dia 14 de janeiro de 2014 o site oficial do Grão-Ducado anunciou que o casal esperava o primeiro filho. A criança, uma menina chamada Amália de Nassau, nasceu em 15 de junho de 2014 na Maternidade Grã-Duquesa Charlotte.  
Em 4 de julho de 2016, o grão-ducado anunciou eles estavam esperando seu segundo filho que nasceria no outono de 2016. Liam Henrique Hartmut nasceu em 28 de novembro de 2016 em Genebra, Suíça, na Clínica Geral-Beaulieu.  
Claire teve seu terceiro filho, o príncipe Baltazar Félix Carlos (Balthazar Felix Karl) de Nassau, em 7 de janeiro de 2024 no Hospital Maternité Grande-Duchesse Charlotte, em Luxemburgo.  

## Títulos e estilos
- 3 de junho de 1984 - até o momento; Sua Alteza Real, o Príncipe Felix de Luxemburgo, Príncipe de Nassau, Príncipe de Parma